# Don Milan
Don Milan (Glendale, 12 gennaio 1949) è un ex giocatore di football americano statunitense che ha giocato nel ruolo di quarterback nella National Football League. Al college giocò al California Polytechnic State University.

## Carriera professionistica
Dopo non essere stato scelto nel Draft NFL 1974, Milan firmò con i Los Angeles Rams. Nella sua stagione da rookie non scese mai in campo. Nella successiva passò ai Green Bay Packers in cui disputò 7 partite totali, di cui una come titolare al posto dell'infortunato quarterback John Hadl.

### Statistiche
| Partite totali    | 7    |
| Yard passate      | 181  |
| Touchdown         | 1    |
| Intercetti subiti | 1    |
| Passer rating     | 62,1 |